# Album hay nhất năm của NME
Tháng 12 hàng năm, tạp chí âm nhạc của Anh Quốc NME biên tập một danh sách về những album hay nhất trong năm, bắt đầu từ năm 1974. Danh sách thường được xuất bản ở một trong những ấn phẩm bán trước Giáng Sinh – vào năm 2006, nó được xuất bản trong ấn phẩm vào ngày 9 tháng 12. Đi kèm với danh sách này là Đĩa đơn hay nhất năm của NME.
Danh sách Album hay nhất năm của NME được biên tập bởi các nhà phê bình âm nhạc và nhà báo độc lập làm việc cho tạp chí hoặc trang web NME.com. Mỗi cá nhân đều chọn ra tốp 20 album của năm và gửi chúng cho chủ bút. Một album đánh dấu ở vị trí quán quân đạt 20 điểm, album ở vị trí á quân đạt 19 điểm và tiếp tục như vậy đến album thứ 20 đạt 1 điểm. Tất cả số điểm từ các danh sách tốp 20 được tập hợp lại và những album yêu thích chung được lập ra và xếp hạng để công bố trong danh sách chính thức. Album có số điểm chung cao nhất được xếp ở vị trí Quán quân trong danh sách, album có số điểm chung cao thứ hai được xếp ở vị trí Á quân và các thứ tự tiếp theo lần lượt tính điểm như vậy.

## Danh sách chi tiết

### Thập niên 1990
| Năm  | Nghệ sĩ          | Album                                         | Tốp năm | Chú thích |
| ---- | ---------------- | --------------------------------------------- | --- | --------- |

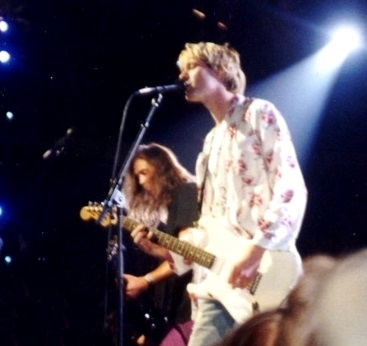
Album Nevermind của Nirvana giành giải album hay nhất năm 1991; album MTV Unplugged in New York của nhóm cũng đứng hạng 5 trong danh sách năm 1994.

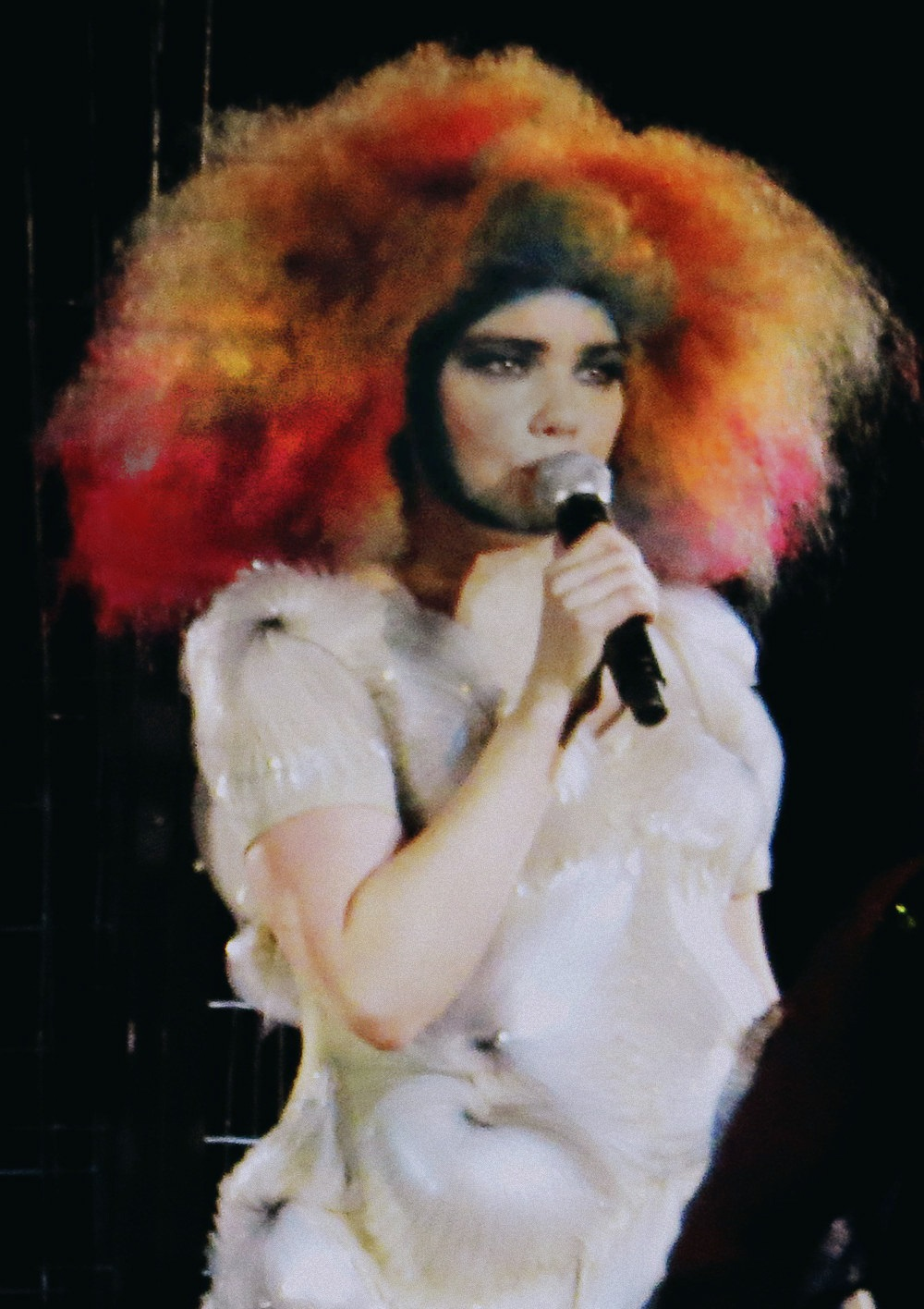
Album Debut của Björk đứng đầu danh sách năm 1993.

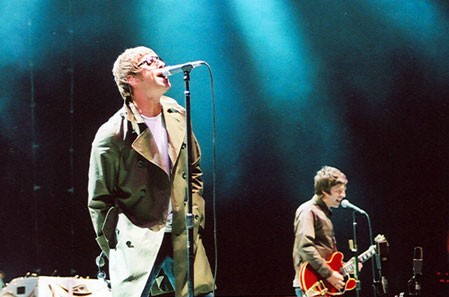
Nhạc phẩm Definitely Maybe của Oasis là album hay nhất năm 1994, trong khi album (What's the Story) Morning Glory? của nhóm cũng đứng thứ hai trong danh sách năm 1995.

| 1990 | Happy Mondays    | Pills 'n' Thrills and Bellyaches              | - 2: Sinead O'Connor – I Do Not Want What I Haven't Got - 3: Public Enemy – Fear of a Black Planet - 4: Neil Young & Crazy Horse – Ragged Glory - 5: James – Gold Mother        |           |
| 1991 | Nirvana          | Nevermind                                     | - 2: Teenage Fanclub – Bandwagonesque - 3: Primal Scream – Screamadelica - 4: Neil Young & Crazy Horse – Weld - 5: R.E.M. – Out of Time                                         |           |
| 1992 | Sugar            | Copper Blue                                   | - 2: R.E.M. – Automatic for the People - 3: Spiritualized – Lazer Guided Melodies - 4: The Lemonheads – It's a Shame About Ray - 5: Nick Cave and the Bad Seeds – Henry's Dream |           |
| 1993 | Björk            | Debut                                         | - 2: The Boo Radleys – Giant Steps - 3: Suede – Suede - 4: The Lemonheads – Come on Feel the Lemonheads - 5: Belly – Star                                                       |           |
| 1994 | Oasis            | Definitely Maybe                              | - 2: Blur – Parklife - 3: Beastie Boys – Ill Communication - 4: Nirvana – MTV Unplugged in New York - 5: Manic Street Preachers – The Holy Bible                                |           |
| 1995 | Tricky           | Maxinquaye                                    | - 2: Oasis – (What's the Story) Morning Glory? - 3: Black Grape – It's Great When You're Straight...Yeah - 4: Radiohead – The Bends - 5: Teenage Fanclub – Grand Prix           |           |
| 1996 | Beck             | Odelay                                        | - 2: Manic Street Preachers – Everything Must Go - 3: Orbital – In Sides - 4: Super Furry Animals – Fuzzy Logic - 5: DJ Shadow – Endtroducing.....                              |           |
| 1997 | Spiritualized    | Ladies and Gentlemen We Are Floating in Space | - 2: Radiohead – OK Computer - 3: The Verve – Urban Hymns - 4: Primal Scream – Vanishing Point - 5: Super Furry Animals – Radiator                                              |           |
| 1998 | Mercury Rev      | Deserter's Songs                              | - 2: Beastie Boys – Hello Nasty - 3: Beck – Mutations - 4: Air – Moon Safari - 5: Massive Attack – Mezzanine                                                                    |           |
| 1999 | The Flaming Lips | The Soft Bulletin                             | - 2: Shack – HMS Fable - 3: Super Furry Animals – Guerrilla - 4: Death in Vegas – The Contino Sessions - 5: Beck – Midnite Vultures                                             |           |

### Thập niên 2000

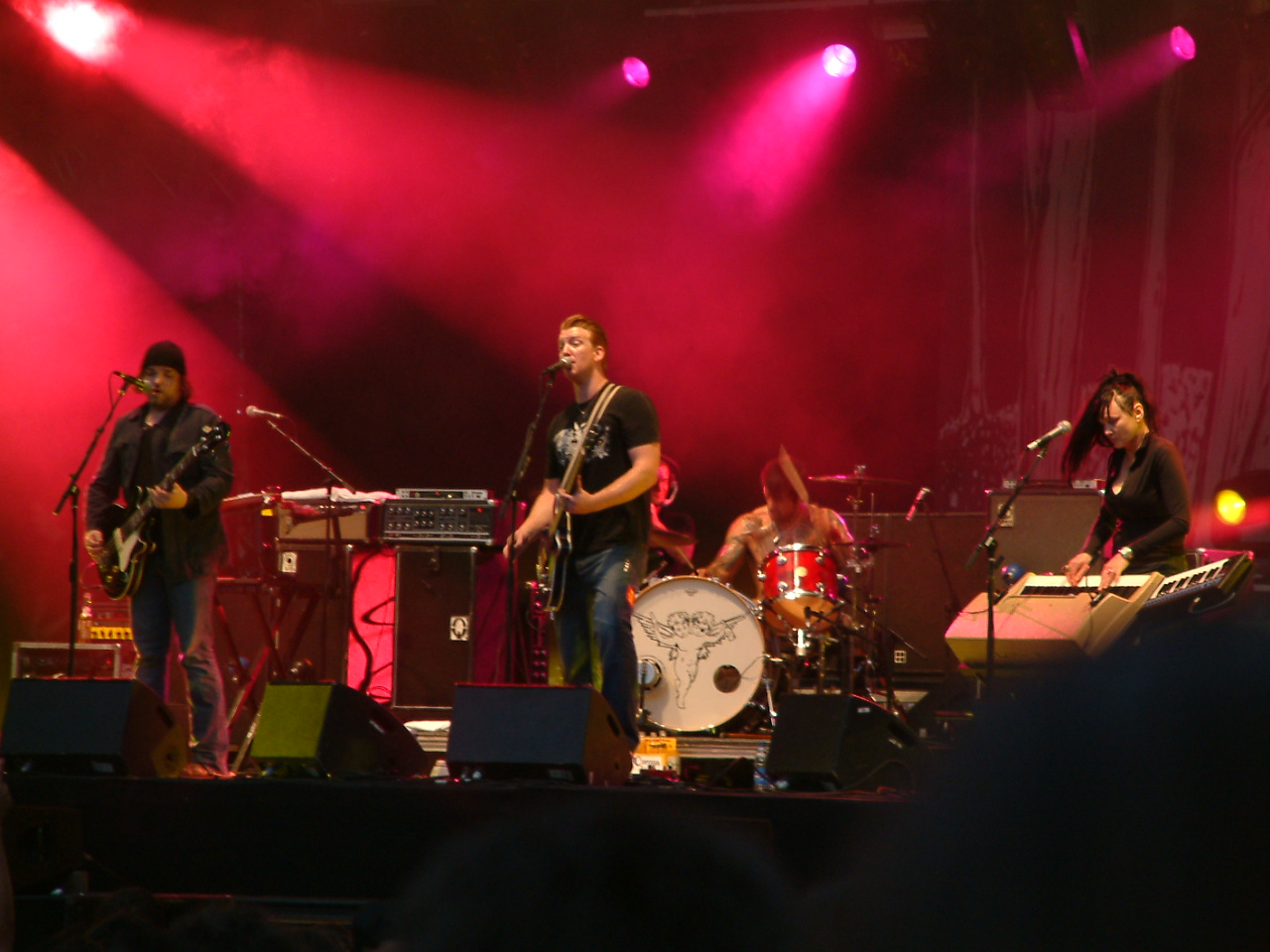
Nhạc phẩm Rated R của Queens of the Stone Age giành vị trí quán quân trong danh sách năm 2000.

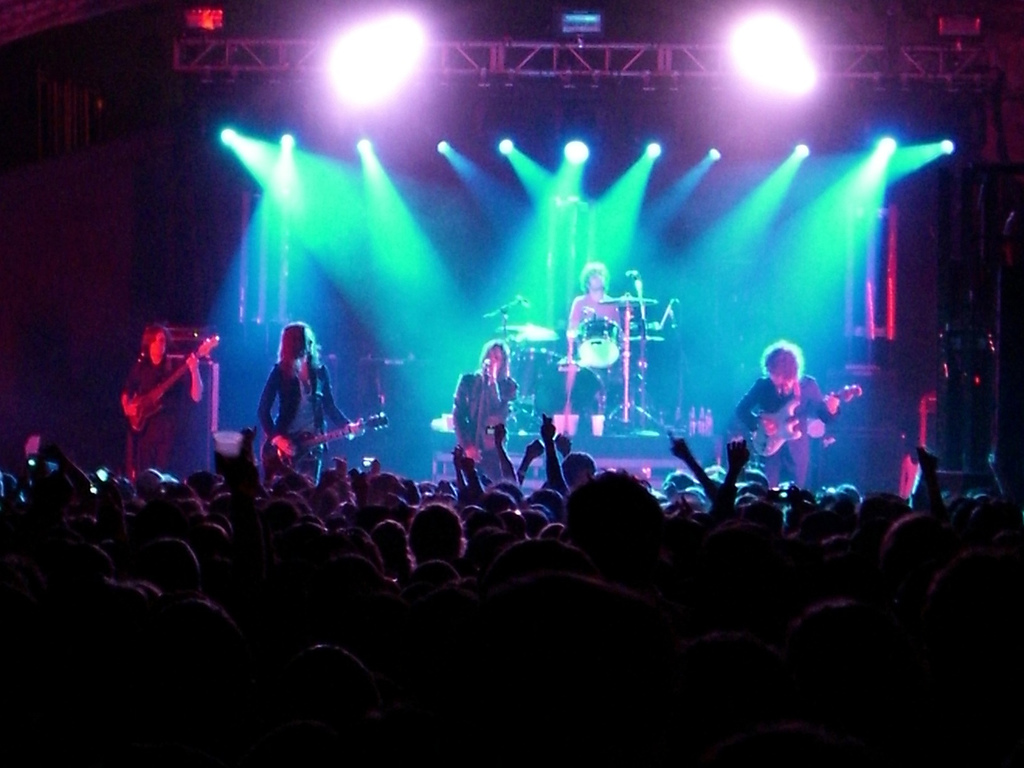
Album Is This It của The Strokes đứng đầu danh sách năm 2001.

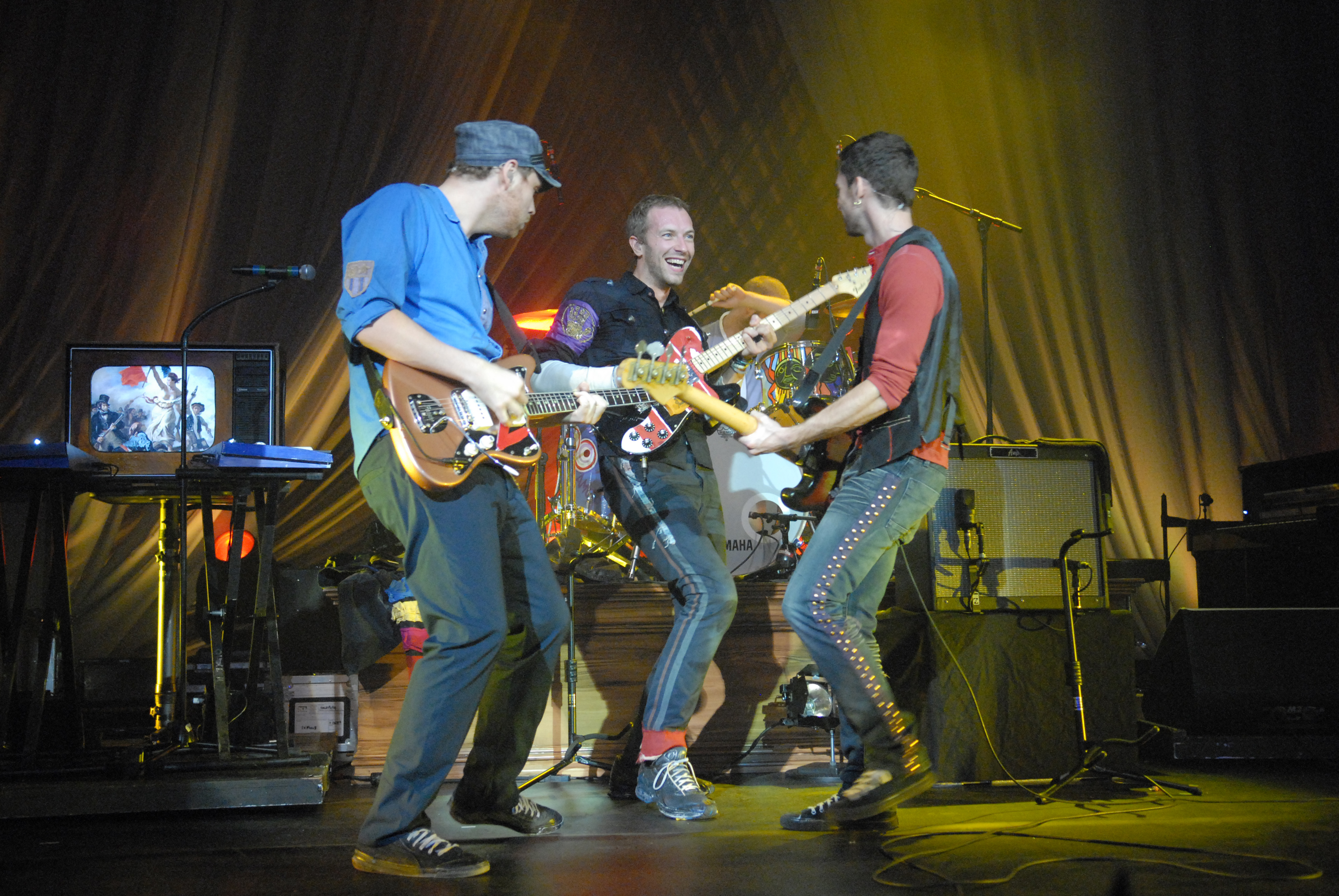
Coldplay là chủ nhân giải album hay nhất năm 2002 với nhạc phẩm A Rush of Blood to the Head.

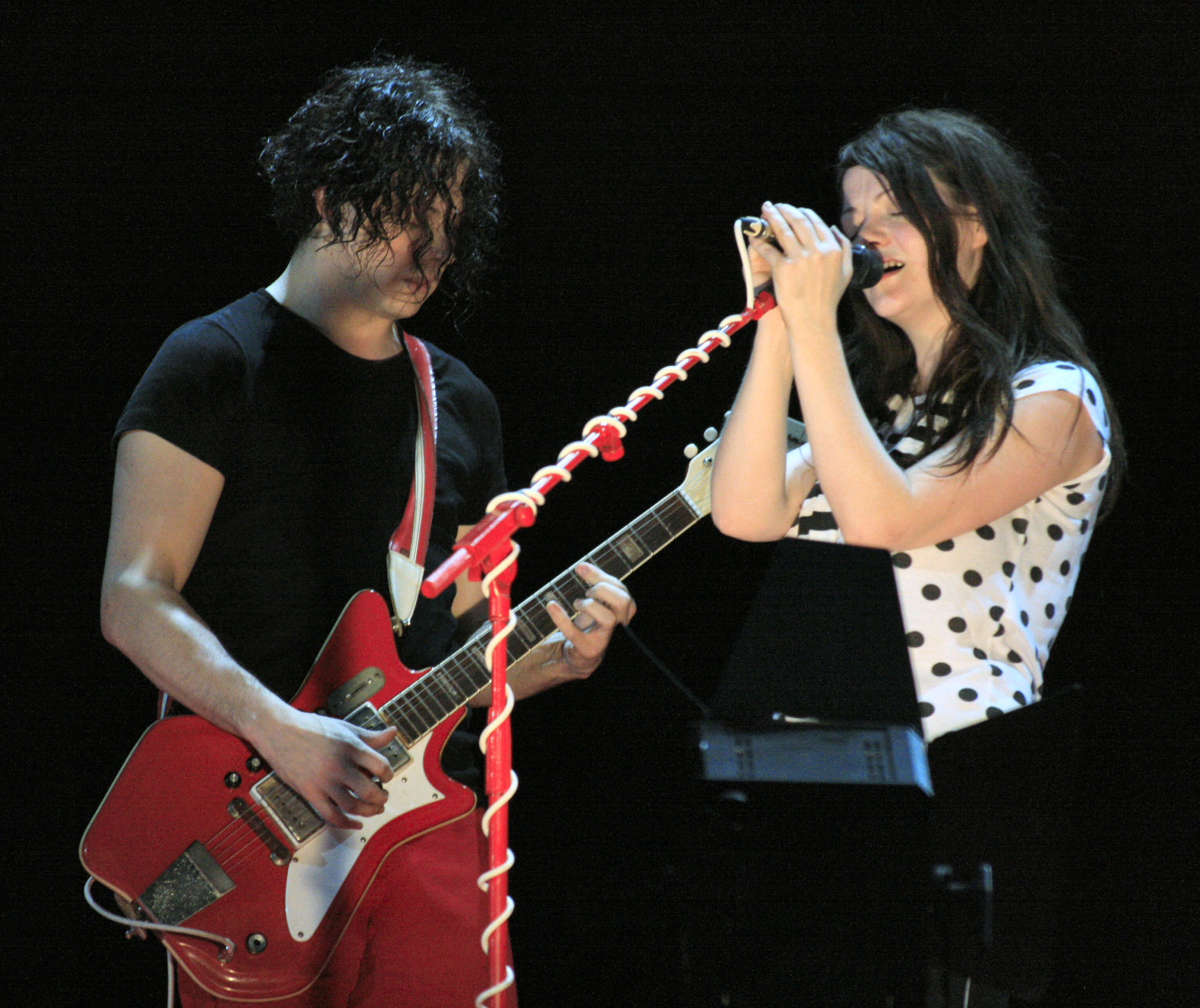
Album Elephant của The White Stripes giành giải album hay nhất năm 2003.

| Năm  | Nghệ sĩ                 | Album                                         | Tốp năm                                             | Chú thích |
| ---- | ----------------------- | --------------------------------------------- | --------------------------------------------------- | --------- |
| 2000 | Queens of the Stone Age | Rated R                                       | - 5: At the Drive-In – Relationship of Command      |           |
| 2001 | The Strokes             | Is This It                                    | - 5: Starsailor – Love Is Here                      |           |
| 2002 | Coldplay                | A Rush of Blood to the Head                   | - 5: Black Rebel Motorcycle Club – BRMC             |           |
| 2003 | The White Stripes       | Elephant                                      | - 5: Yeah Yeah Yeahs – Fever to Tell                |           |
| 2004 | Franz Ferdinand         | Franz Ferdinand                               | - 5: The Futureheads – The Futureheads              |           |
| 2005 | Bloc Party              | Silent Alarm                                  | - 5: Kaiser Chiefs – Employment                     |           |
| 2006 | Arctic Monkeys          | Whatever People Say I Am, That's What I'm Not | - 5: CSS – Cansei de Ser Sexy                       |           |
| 2007 | Klaxons                 | Myths of the Near Future                      | - 5: Les Savy Fav – Let's Stay Friends              |           |
| 2008 | MGMT                    | Oracular Spectacular                          | - 5: Foals – Antidotes                              |           |
| 2009 | The Horrors             | Primary Colours                               | - 5: Animal Collective – Merriweather Post Pavilion |           |

### Thập niên 2010

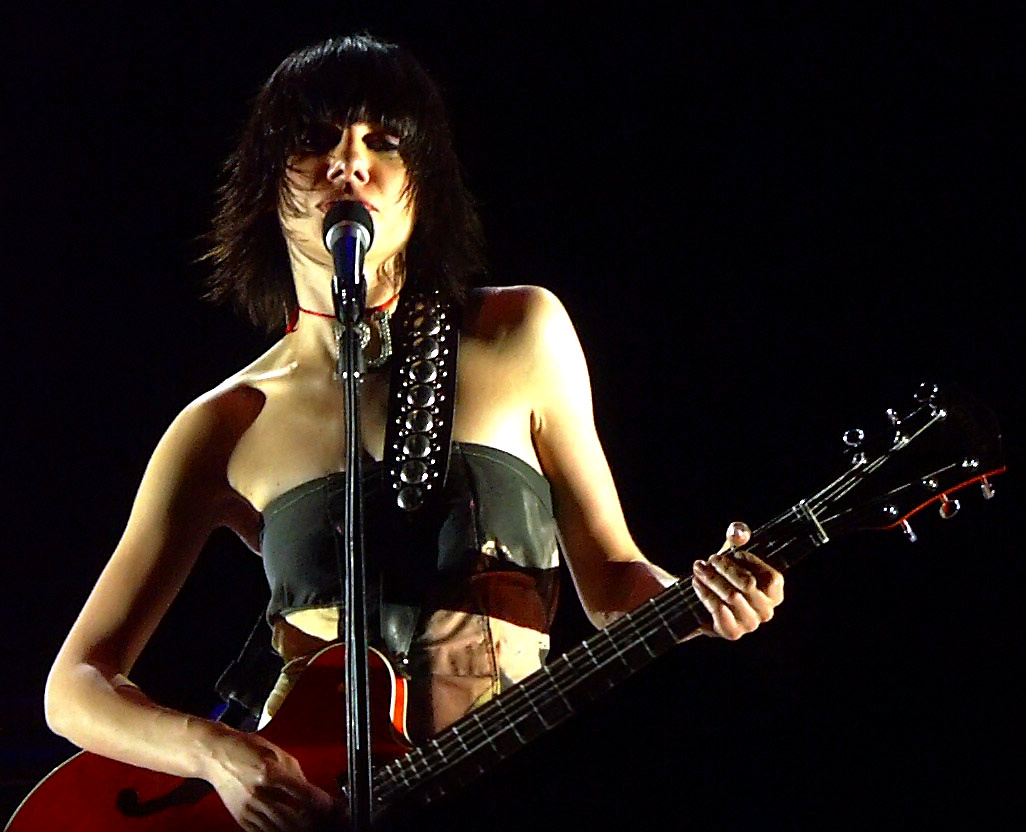
Nữ ca sĩ PJ Harvey là chủ nhân giải thưởng năm 2011 với nhạc phẩm Let England Shake.

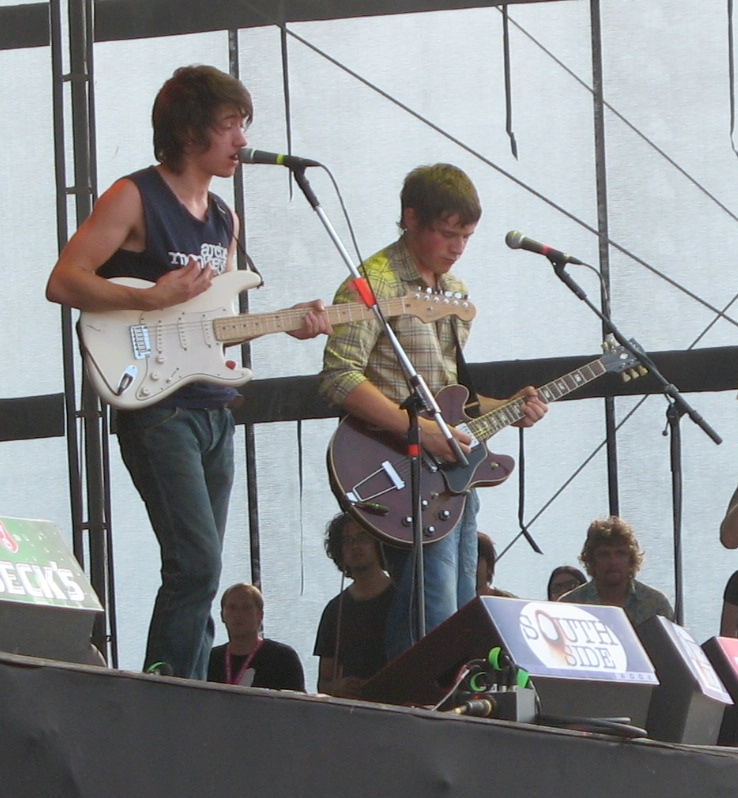
Arctic Monkeys là một trong ba nghệ sĩ từng có nhiều hơn một lần đứng đầu danh sách.

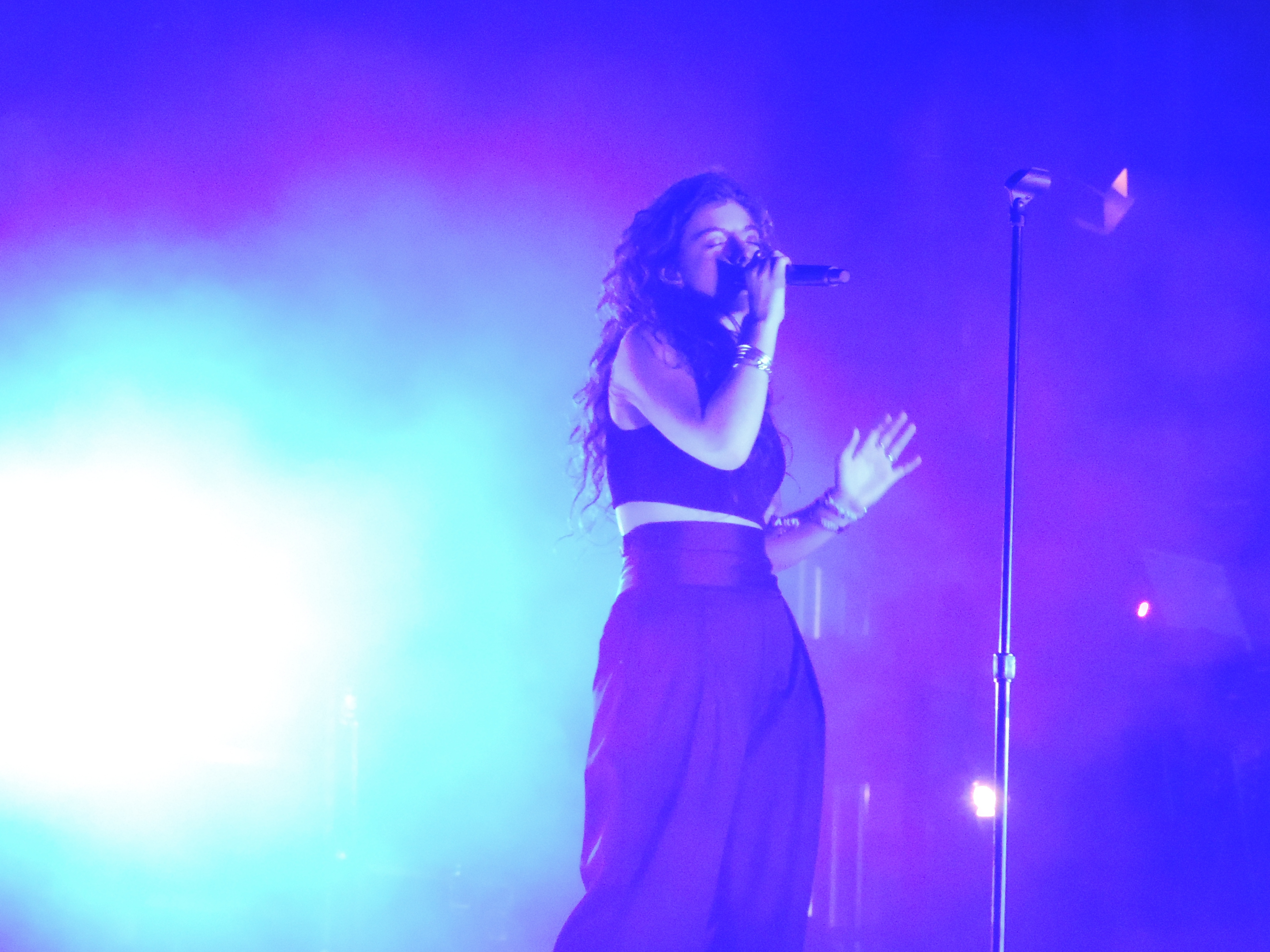
Lorde giành giải Album hay nhất năm 2017 với nhạc phẩm Melodrama

| Năm  | Nghệ sĩ            | Album                                                                   | Tốp năm                                    | Chú thích |
| ---- | ------------------ | ----------------------------------------------------------------------- | ------------------------------------------ | --------- |
| 2010 | These New Puritans | Hidden                                                                  | - 5: Laura Marling – I Speak Because I Can | [ 1 ]     |
| 2011 | PJ Harvey          | Let England Shake                                                       | - 5: Kurt Vile – Smoke Ring for My Halo    | [ 2 ]     |
| 2012 | Tame Impala        | Lonerism                                                                | - 5: Alt-J – An Awesome Wave               | [ 3 ]     |
| 2013 | Arctic Monkeys     | AM                                                                      | - 5: Savages – Silence Yourself            | [ 4 ]     |
| 2014 | St. Vincent        | St. Vincent                                                             | - 5: Caribou – Our Love                    | [ 5 ]     |
| 2015 | Grimes             | Art Angels                                                              | - 5: Tame Impala – Currents                | [ 6 ]     |
| 2016 | The 1975           | I Like It When You Sleep, for You Are So Beautiful yet So Unaware of It | - 5: Kaytranada – 99.9%                    | [ 7 ]     |
| 2017 | Lorde              | Melodrama                                                               | - 5: LCD Soundsystem – American Dream      | [ 8 ]     |